# Società Sportiva Enzo Andreanelli 1942-1943
Questa voce raccoglie le informazioni riguardanti la Società Sportiva Enzo Andreanelli nelle competizioni ufficiali della stagione 1942-1943.

## Rosa
| N. |                   | Ruolo | Calciatore           |
| -- | ----------------- | ----- | -------------------- |
|    | Italia (bandiera) | C     | F. Anelli            |
|    | Italia (bandiera) | A     | Libero Benedetti     |
|    | Italia (bandiera) | A     | Fernando Berti       |
|    | Italia (bandiera) | A     | I. Bolli             |
|    | Italia (bandiera) | P     | R. Brasili           |
|    | Italia (bandiera) | C     | P. Cappa             |
|    | Italia (bandiera) | D     | Adelmo Carlini       |
|    | Italia (bandiera) | A     | Alvaro Colafrancesco |

| N. |                   | Ruolo | Calciatore           |
| -- | ----------------- | ----- | -------------------- |
|    | Italia (bandiera) | C     | Bruno Fanesi         |
|    | Italia (bandiera) | D     | Elvisio Fattorini    |
|    | Italia (bandiera) | A     | Adrio Galeazzi       |
|    | Italia (bandiera) | A     | G. Giaccaglia        |
|    | Italia (bandiera) | A     | A. Grassoni          |
|    | Italia (bandiera) | D     | M. Norgia            |
|    | Italia (bandiera) | A     | Corrado Silvestrelli |